# 黃志芳
黃志芳（1958年9月14日—），現任國際自由聯盟副主席，中華民國對外貿易發展協會董事長，職業外交官出身（公務員資格），臺灣臺南市人。曾任外交部部長、總統府副秘書長及總統府公共事務室主任，2015年加入民主進步黨、擔任民進黨國際事務部主任，2016年出任總統府新南向政策辦公室主任，2017年轉任中華民國對外貿易發展協會董事長。

## 早年生平
黃志芳畢業於臺南一中；就讀國立臺灣大學時原為農業工程系，大二時轉入政治系國際關係組。中華民國外交特考第18期合格，後進入外交部任職，1985年擔任當時外交部常務次長程建人的「機要秘書」、駐英國代表處薦任主事，1986年任外交部北美司科員，1991年擔任駐美代表處國會組秘書，1996年任北美司第一科科長、專門委員。1999年轉調陸委會，擔任聯絡處副處長、專門委員、研究委員，多次出席亞太經濟合作會議（APEC）幕僚工作會議。2002年獲蔡英文推薦出任總統府公共事務室主任，2004年躍升總統府副祕書長，深獲當時總統陳水扁賞識。
黃志芳以其在外交部、陸委會的歷練，於擔任總統府副秘書長後推動中華民國榮邦專案，陪同總統夫人吳淑珍女士參與2004年雅典残障奧運會，「成功突破中共的外交封鎖」，推動陳水扁總統在非邦交國的「過境式訪問」，陪同及單獨出訪近30次。

## 外交部長
2006年1月，黃志芳獲陳水扁總統拔擢出任外交部長，2007年4月30日，中華民國成功與西印度群島島國聖露西亞復交，並全面恢復大使級關係，該國為中華民國第25個邦交國。2007年6月7日，哥斯大黎加宣布與中華人民共和國建交而與中華民國斷交，黃請辭外交部長負起政治責任，獲行政院長張俊雄慰留。2008年1月14日，中華民國與馬拉威斷交。
2008年5月6日，因「巴紐外交公款侵吞案」爆發，黃志芳為承擔責任請辭下台。

## 卸任後
2010年5月10日，新加坡法院就「巴紐案」判決認定中華民國外交部遭到外交掮客訛詐，此外中華民國法院判決認定黃志芳與邱義仁等人並未涉及收賄或經費入帳問題。
2015年1月21日，黃志芳在民進黨秘書長吳釗燮陪同下向傳媒宣布加入民進黨，並接任民進黨國際事務部主任，被外界視為對民進黨主席蔡英文經營民進黨與美國關係有所幫助。
2018年11月10日，在伊拉克國際商展舉辦的日子，現任外貿協會董事長的黃志芳與伊拉克工業總會及伊拉克商業總會兩個單位簽署合作備忘錄。